# Sorin Romanescu
Sorin Romanescu (n. 1 iunie 1968) este un chitarist și basist (chitară bas) român de jazz și de muzică experimentală.